# Upselling
Upselling (z angličtiny, česky doslova prodej nahoru) je jedna z technik prodeje a marketingu, při které prodejce pobízí zákazníky ke koupi dražší verze zboží nebo služby, nebo upgrade či add-on k němu. Důvodem a účelem upsellingu pro obchodníka je zvýšení zisku.
Podobnou technikou je cross-selling („křížový prodej“), který láká zákazníky k prodeji souvisejícího zboží (např. pomocí slev) nebo doplňkových služeb. V praxi marketéři využívají kombinaci těchto dvou technik.
Upselling se dá vysvětlit i jako dání zákazníkovi více možností ke koupi v závislosti na tom, kolik chce do daného zboží nebo služby investovat (stratifikace cen). Z hlediska marketingu lze takto snížit základní cenu („cena od“) a její propagací cenově bojovat s konkurencí, jež upselling nenabízí.
Upselling může zákazníky toliko upozorňovat na zvýhodněné kombinace nákupu zboží/služeb, které třeba nevzali v úvahu a které jim mohou být k užitku, nicméně, přílišný nátlak na zákazníka může být považován za neetický. Podobně vyznívá propagace zboží/služby prostřednictvím „ceny od“, která je v základní verzi natolik nepoužitelná, že zákazník je prakticky nucen dokoupit nezbytné doplňky, aby z ní měl alespoň nějaký užitek.
Upselling v praxi může mít i tak jednoduchou podobu jako je optání se zákazníka, zdali (při výběru nebo servisu zboží) k němu nechce lepší komponenty nebo zdali si rovnou nechce vybrat dražší variantu s tím, že k ní bude mít takové a takové výhody. Poměrně standardizovanou službou spadající do upsellingu může být rozšířená záruka, pojištění, expresní servis, instalace/konfigurace. Upselling může být praktikován nejen osobně mezi prodavačem/poskytovatelem a zákazníkem, ale adaptoval se i na on-line prodej (pobídka typu „kupte ještě zboží za X korun a budete mít dopravu zdarma“ patří mezi častý případ upsellingu).